# Thomas Buttersworth
Thomas Buttersworth (Reino Unido, 1768-1842), fue un pintor británico que se especializó en escenas navales, paisajes marinos y pinturas de veleros y buques de guerra.

## Trayectoria
Thomas Buttersworth se unió a la Marina Real británica en 1780. A partir de 1795 prestó servicio como marino en el marco de las guerras revolucionarias francesas hasta 1800, cuando fue relevado de la actividad naval debido a las heridas recibidas, situación que determinó su desarrollo como artista profesional.  Fue nombrado Pintor Marino de la Compañía Británica de las Indias Orientales.
Durante sus años de servicio, la flota de guerra británica participó en algunos de los enfrentamientos bélicos más trascendentes de su historia. Entre sus muchas obras, Thomas Buttersworth representó el ataque a Cádiz, —obra expuesta en el National Maritime Museum—, y las acciones de la batalla de Trafalgar.

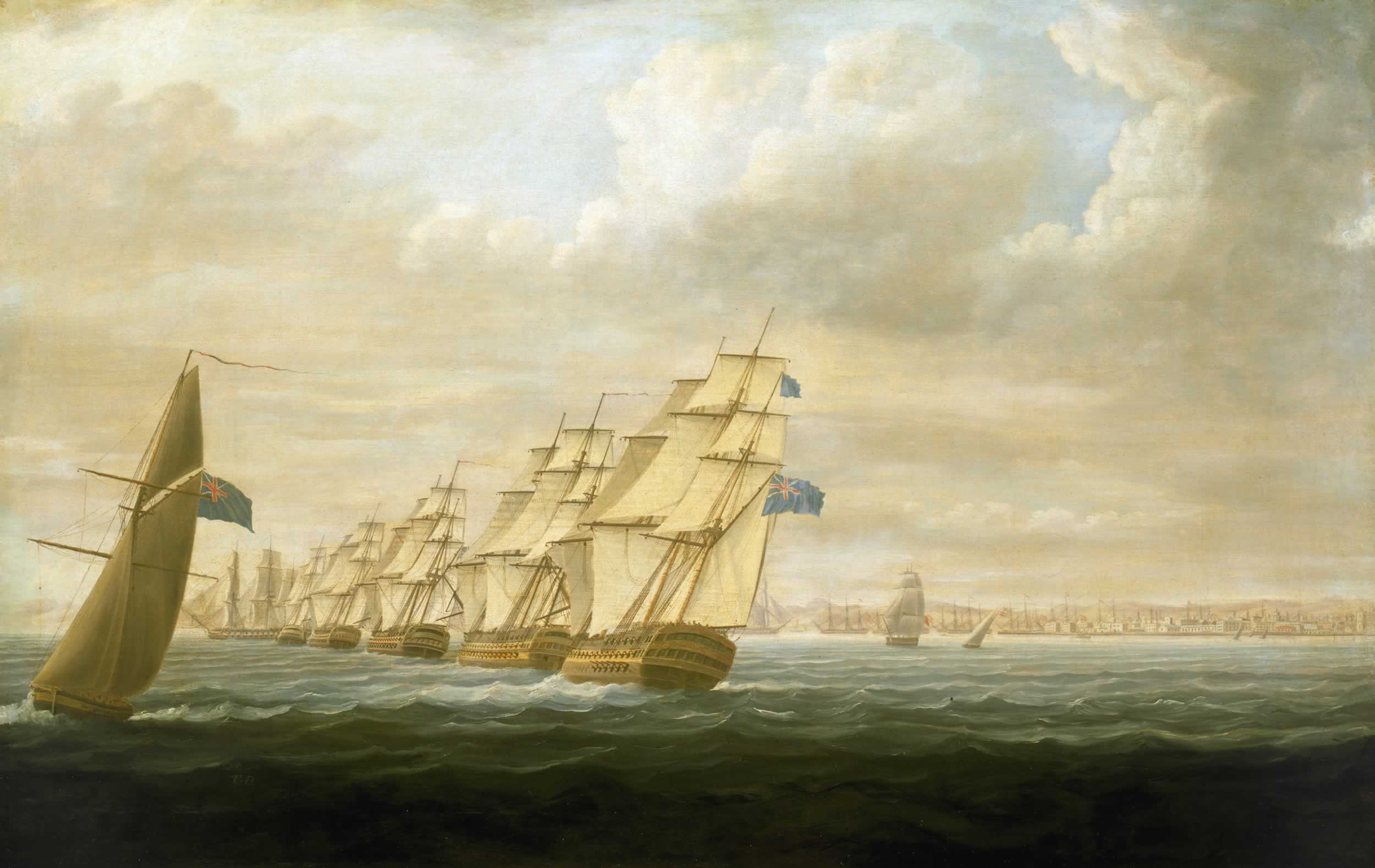
Escuadrón de bloqueo de Nelson en Cádiz, julio de 1797

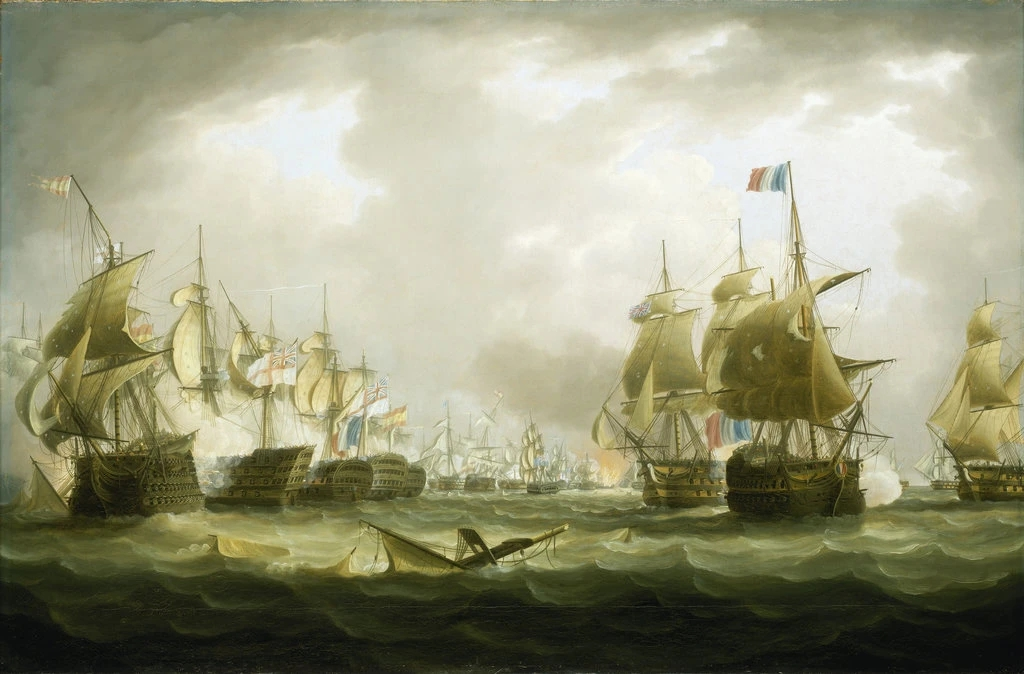
La batalla de Trafalgar, 21 de octubre de 1805: comienzo de la acción

Según algunos especialistas, la precisión de detalles y la calidad descriptiva de sus obras sugieren que tuvo un conocimiento personal de las escenas representadas y aún que muchos de sus trabajos fueron pinturas del natural.
Trabajó con acuarela, óleo y realizó también dibujos al carboncillo. Su estilo guarda relación con la tradición de las marinas inglesas, con aspectos que evocan la escuela holandesa de finales del siglo XVII.
Sus obras fueron expuestas en la Royal Academy of Arts.
Su hijo James Edward Buttersworth (1817–1894) fue también un reconocido pintor de marinas.